# Virus parainfluenzali umani

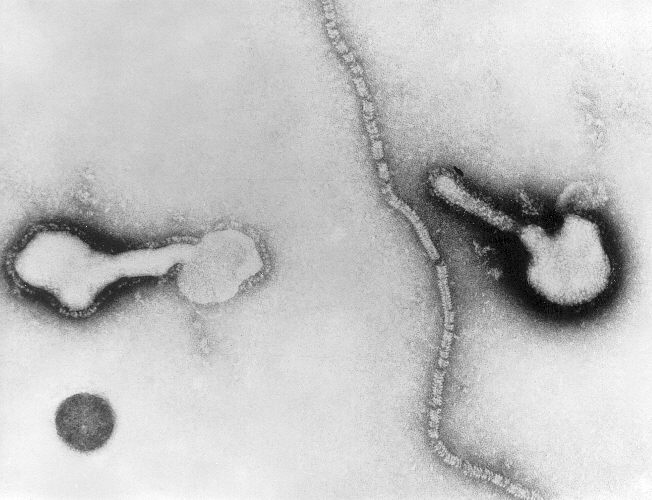
Microscopia elettronica di Virus parainfluenzale: due virioni intatti e tre nucleocapsidi filamentosi

Sono detti virus parainfluenzali umani un gruppo di quattro virus ad RNA a singolo filamento negativo, appartenenti ai generi Respirovirus e Rubulavirus della famiglia Paramyxoviridae, distinti fra di loro sia dal punto di vista genomico, che dai punti di vista sierologico e antigenico. Sono responsabili di malattie delle basse vie respiratorie simili all'influenza, ma presentano differenze sia per l'epidemiologia che per il quadro clinico provocato.

## Storia
Negli anni cinquanta i virus ad RNA dell'influenza, a forma di spirale filamentosa, erano detti "Myxovirus" a causa della loro affinità per le mucine (in greco Μύξα = muco). Alla fine degli anni cinquanta  altri tre virus ad RNA con affinità per le mucine vennero isolati da bambini con malattie delle basse vie respiratorie, e un quarto ceppo virale fu scoperto nel 1959. Tuttavia dopo queste aggiunte il gruppo dei "Myxovirux" risultava essere poco omogeneo per differenze nelle dimensioni e nella crescita in uovo embrionato. Il gruppo dei "Myxovirux" fu diviso pertanto nelle famiglie Orthomyxoviridae (filamenti lunghi circa 9 nm, crescita nell'uovo embrionato) e Paramyxoviridae (filamenti lunghi circa 18 nm e scarsa o nulla crescita in uovo embrionato). I virus influenzali vennero inclusi nella famiglia Orthomyxoviridae; i virus differenti da quelli influenzali, detti "parainfluenzali" per distinguerli da questi ultimi, vennero distribuiti in due diversi generi della famiglia Paramyxoviridae: Respirovirus e Rubulavirus.

## Tassonomia
specie del genere Respirovirus

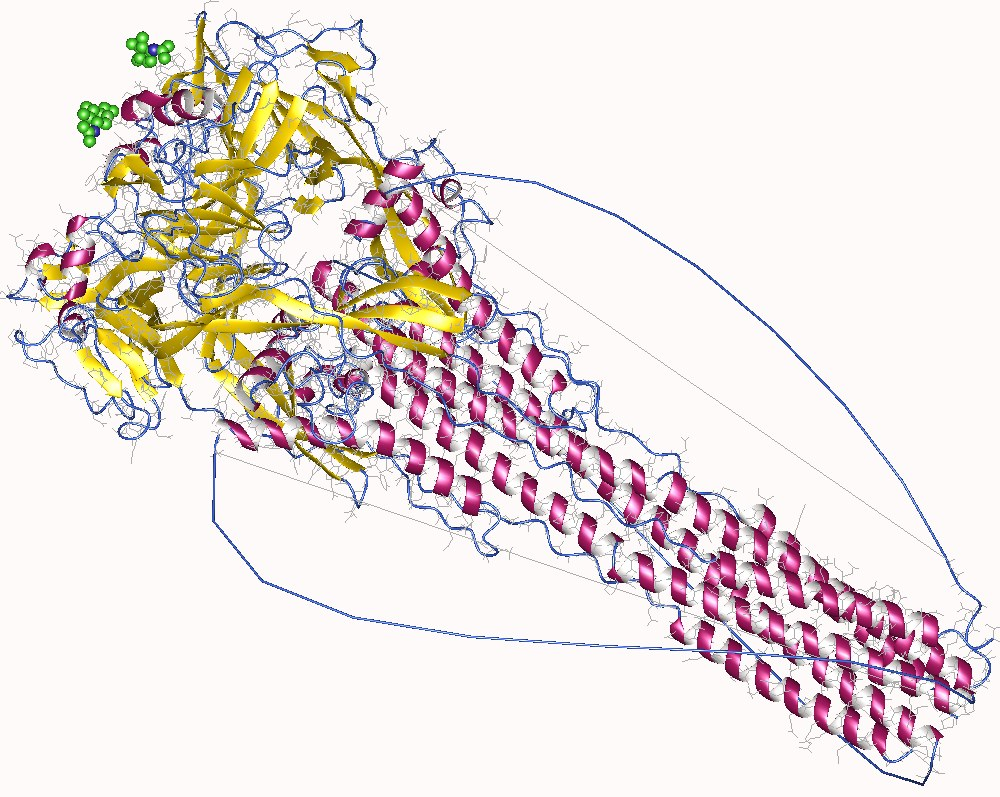
Fusion glycoprotein trimer, Human parainfluenza virus 3 (hPIV3).

- Human parainfluenza virus 1 (Virus parainfluenzale umano 1, HPIV-1)[4]
- Human parainfluenza virus 3 (Virus parainfluenzale umano 3, HPIV-3)[4]

specie del genere Rubulavirus
- Human parainfluenza virus 2 (HPIV-2, Virus parainfluenzale umano 2)[5]
- Human parainfluenza virus 4 (HPIV-4, Virus parainfluenzale umano 4)[6]
  - Ceppo Human parainfluenza virus 4a (HPIV-4a, Virus parainfluenzale umano 4a)
  - Ceppo Human parainfluenza virus 4b (HPIV-4b, Virus parainfluenzale umano 4b)

## Caratteristiche dei virus parainfluenzali
I virus parainfluenzali appartengono ai generi Respirovirus e Rubulavirus, a loro volta appartenenti entrambi alla stessa famiglia (Paramyxoviridae) e alla stessa sottofamiglia (Paramyxovirinae).

### Morfologia
Al microscopio elettronico Respirovirus e Rubulavirus sono pressoché indistinguibili. I virioni di entrambi appaiono di forma pleiomorfa (sferica o filamentosa), costituiti da un pericapside lipidico, sensibile all'etere, e da un nucleocapside a simmetria elicoidale. I virioni misurano circa 150-250 nm di diametro e 1000-10000 nm di lunghezza. Sulla superficie esterna del rivestimento lipidico sono visibili delle proiezioni (lunghe circa 8 nm e distanziate l'una dall'altra 7-10 nm nel caso dei Respirovirus; lunghe circa  9-15 nm e distanziate l'una dall'altra 7-10 nm nel caso dei Rubulavirus: sono identificate con due glicoproteine virali: Emoagglutinina-neuraminidasi (HN) e proteine di fusione (F). Il nucleocapside ha lunghezza di 600-800 nm, larghezza di 18 nm mentre il passo della spirale è di 5,5 nm per entrambi.

### Genoma
I Paramyxovirinae sono caratterizzati dalla condivisione di un genoma costituito da sei geni:
(Paramyxovirinae): 3'-NP-P/C/V-M-F-H/HN/G-L-5'
dove:
- NP - gene per la nucleoproteina NP la quale permette di formare nucleocapsidi a simmetria elicoidale resistenti alle RNAsi
- P/C/V - gene P che codifica tre fosfoproteine (P, C e V)[10]
- M - gene per la proteina di matrice
- F - gene per la glicoproteina virale F (di fusione), la quale interagisce con lo strato di proteine della matrice virale sulla superficie interna della membrana virale
- H/HN/G - glicoproteina virale per l'emoagglutinina (H) o per l'emoagglutinina-neuramminidasi (HN), responsabili dell'agglutinazione delle emazie di pollo o, in minor misura, degli eritrociti umani di gruppo 0, ovvero "proteina G", proteina di adsorbimento)
- L - gene per la proteina di maggiori dimensioni (L = large)

Se il genoma dei Respirovirus è costituito anch'esso da sei geni, il genoma dei Rubulavirus possiede un ulteriore settimo gene che codifica per la piccola proteina idrofobica SH: 
(Respirovirus): 3'-NP-P/C/V-M-F-HN-L-5'
(Rubulavirus):  3'-NP-P/V-M-F-SH-HN-L-5'

### Proprietà chimico-fisiche
Tutti i virus parainfluenzali umani sono virus ad RNA a singolo filamento negativo in cui l'RNA virale costituisce solo lo 0,5% in peso della particella infettiva. I lipidi del pericapside costituiscono il 20-25% in peso del virione e sono di composizione identica a quelli della membrana cellulare della cellula ospite, dalla quale sono infatti originati. I virus del genere Respirovirus contengono circa 15200 nucleotidi; i virus del genere Ruburavirus possono avere un genoma lievemente più grande (circa 15900 nucleotidi) e occasionalmente contenere anche RNA a singolo filamento positivo. La densità di flottazione in CsCl è di 1,31 g/cm−3 nei virioni dei Respirovirus; di 1,18-1,2 g/cm−3 in quelli dei Rubulavirus.

### Patogenesi
I virus parainfluenzali umani sono la causa più comune di laringotracheobronchiti acute (croup) nei bambini e sono secondi solo al virus respiratorio sinciziale umano come causa di malattie delle vie aeree inferiori che necessitano di ospedalizzazione nei bambini, soprattutto durante il primo anno di vita. Sono trasmessi da persona a persona nelle secrezioni respiratorie infette per contatto diretto o attraverso le goccioline di Flügge. Le epidemie di virus parainfluenzale umano 3 (HPIV-3) si manifestano ogni anno, specialmente a primavera e in estate, e sono associate spesso con bronchiti e polmoniti. Il virus parainfluenzale umano 1 (HPIV-1) causa epidemie di croup più vaste di quelle precedenti, che si manifestano in genere ad anni alterni, soprattutto in autunno, e sono seguite di solito da epidemie del virus parainfluenzale umano 2 (HPIV-2). Il virus parainfluenzale umano 4 (HPIV-4) è caratterizzato da infezioni di lieve entità, diagnosticate pertanto meno frequentemente. Dati epidemiologici riportati dai CDC statunitensi, fondati su studi sierologici, hanno dimostrato che la quasi totalità dei bambini dai cinque anni di età in poi hanno anticorpi contro il virus HPIV-3 e il 75% anche contro i HPIV-1 e HPIV-2. Solo una piccolissima frazione di bambini con infezione da virus parainfluenzali umani vengono pertanto ospedalizzati.